# Нијардо
Нијардо (итал. Niardo) је насеље у Италији у округу Бреша, региону Ломбардија.
Према процени из 2011. у насељу је живело 1274 становника. Насеље се налази на надморској висини од 425 м.

## Становништво
Према резултатима пописа становништва 2011. у општини је живело 1.950 становника.
| 1951. | 1961. | 1971. | 1981. | 1991. | 2001. | 2011. |
| ----- | ----- | ----- | ----- | ----- | ----- | ----- |
| 1.225 | 1.273 | 1.297 | 1.487 | 1.704 | 1.837 | 1.950 |

## Партнерски градови
- Reggiolo, Мексико Сити